# 1017 Brick Squad
1017 Brick Squad je američka hip hop grupa koju su 2008. godine osnovali Gucci Mane, OJ da Juiceman, Waka Flocka Flame, Frenchie i Wooh da Kid. Slim Dunkin je bio prvi koji se pridružio grupi, potpisivanjem ugovora s diskografskim kućama 1017 Brick Squad Records i Brick Squad Monopoly. Kratko nakon toga, Slim Dunkin je ubijen 16. prosinca 2011. godine u studiju u Atlanti, Georgiji.

## Članovi
Trenutni članovi
Gucci Mane (2008. - danas)
OJ da Juiceman (2008. - danas)
Waka Flocka Flame (2008. - danas)
Frenchie (2008. - danas)
Wooh da Kid (2008. - danas)
Bivši članovi
Slim Dunkin (2011.)